# Eutanyacra munda
Eutanyacra munda là một loài tò vò trong họ Ichneumonidae.